# Ctenotus serventyi
Ctenotus serventyi (північно-західний супіщаний гребневухий сцинк) — вид сцинкоподібних ящірок родини сцинкових (Scincidae). Ендемік Австралії.

## Поширення і екологія
Північно-західні супіщані гребневухі сцинки мешкають в регіоні Кімберлі в Західній Австралії, на сусідніх островах, а також на півночі Великої Піщаної пустелі. Вони живуть в прибережних і внутрішніх піщаних пустелях, напівпустелях, рідколіссях і чагарникових заростях.